# Dallet
Pour les articles homonymes, voir Dallet (homonymie).
Dallet est une ancienne commune française située dans le département du Puy-de-Dôme, en région Auvergne-Rhône-Alpes, devenue, le 1er janvier 2019, une commune déléguée de la commune nouvelle de Mur-sur-Allier.

## Géographie

### Localisation
Dallet est située à 12 kilomètres à l'est de Clermont-Ferrand, sur la rivière Allier.
Dallet est installé sur le versant du puy de Mur, colline d'origine volcanique surplombant l'ensemble du village et culminant à 603 mètres d'altitude.
Cinq communes et anciennes communes sont limitrophes de Dallet :
|                    | Pont-du-Château |           |
| Lempdes            | Dallet          | Vertaizon |
| Cournon-d'Auvergne | Mezel           |           |

### Voies de communication et transports

#### Voies routières
Le territoire communal est traversé par les routes départementales 1 (liaison de Pont-du-Château à Vic-le-Comte), 769 de Clermont-Ferrand à Dallet, 780 (vers le puy de Mur) et 783 (vers les quartiers ouest de Pont-du-Château). La RD 769a traverse le pont métallique construit dans les années 1900.

#### Transports en commun
Depuis le 1er janvier 2018, la commune adhère au syndicat mixte des transports en commun de l'agglomération clermontoise (SMTC). La ligne 37 du réseau T2C relie la salle polyvalente de Dallet à la place Joseph-Gardet à Cournon-d'Auvergne.

## Histoire

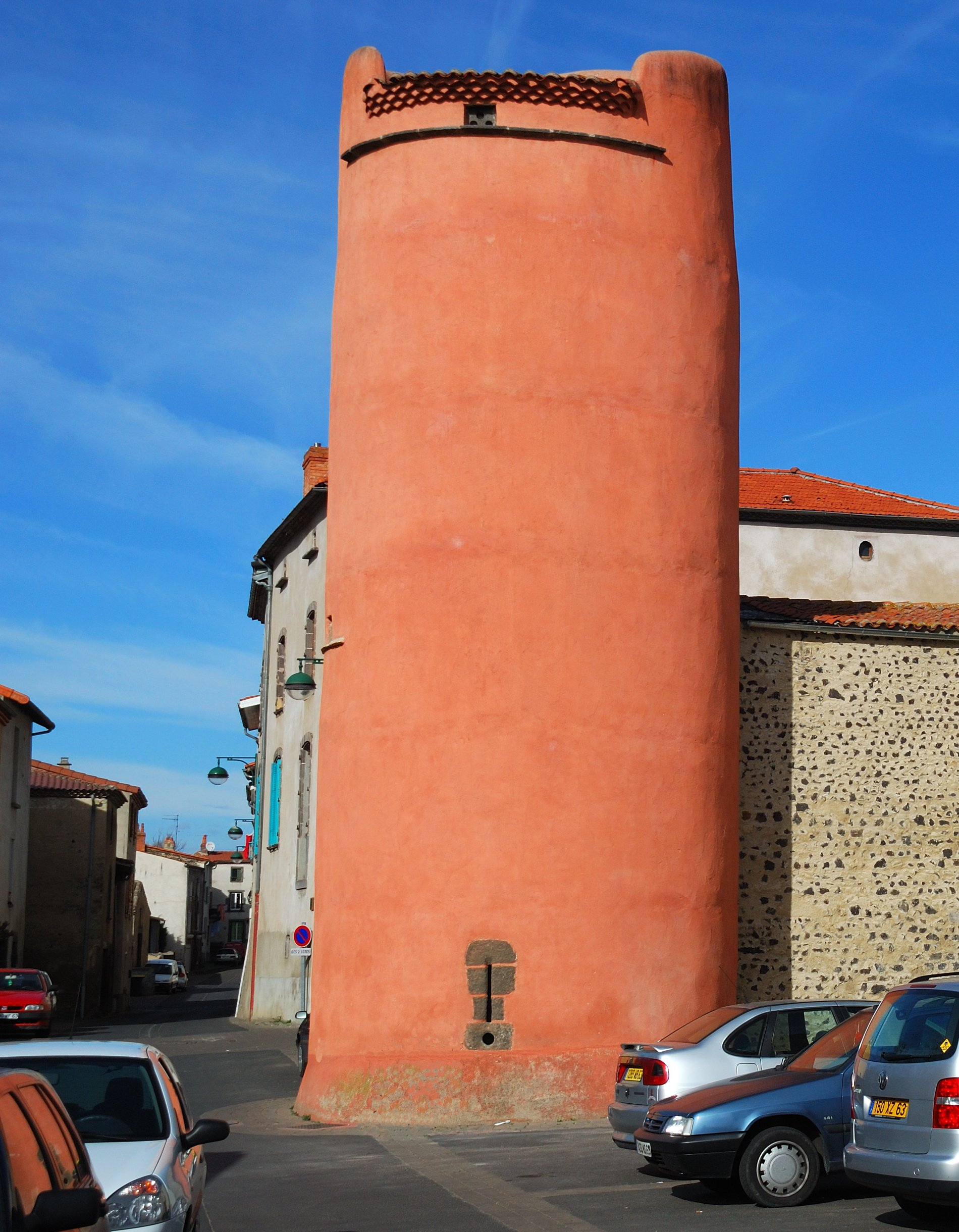
Tour (restaurée), faisant partie des anciens remparts.

Dallet (nom actuel défini[Quand ?] d’après le Bulletin des lois, auparavant Dasset sous l’an II) appartenait à l’ancien district de Billom, à l’arrondissement de Clermont (actuel arrondissement de Clermont-Ferrand), au canton de Vertaison (1793) puis rejoindra en 1801 le canton de Pont-sur-Allier (actuellement le canton de Pont-du-Château).
L'histoire du village commence il y a environ 4 000 ans comme l'indique certains éléments retrouvés à Machal (poteries, etc.).
Au IVe siècle naquit à Dallet le futur saint Alyre.
Au Moyen Âge, Dallet possédait déjà une forteresse. En 1446, le roi permit aux bourgeois de fortifier le village. Ceux-ci firent construire un mur d'enceinte comprenant neuf tours et quatre portes ; en 1759, il y avait encore des remparts avec six tours ; en 1836 le village s'était agrandi et des faubourgs installés le long des voies de communication. Avec la construction du pont en fer, le village s'est encore agrandi vers le nord.

### L'importance de l'Allier pour Dallet

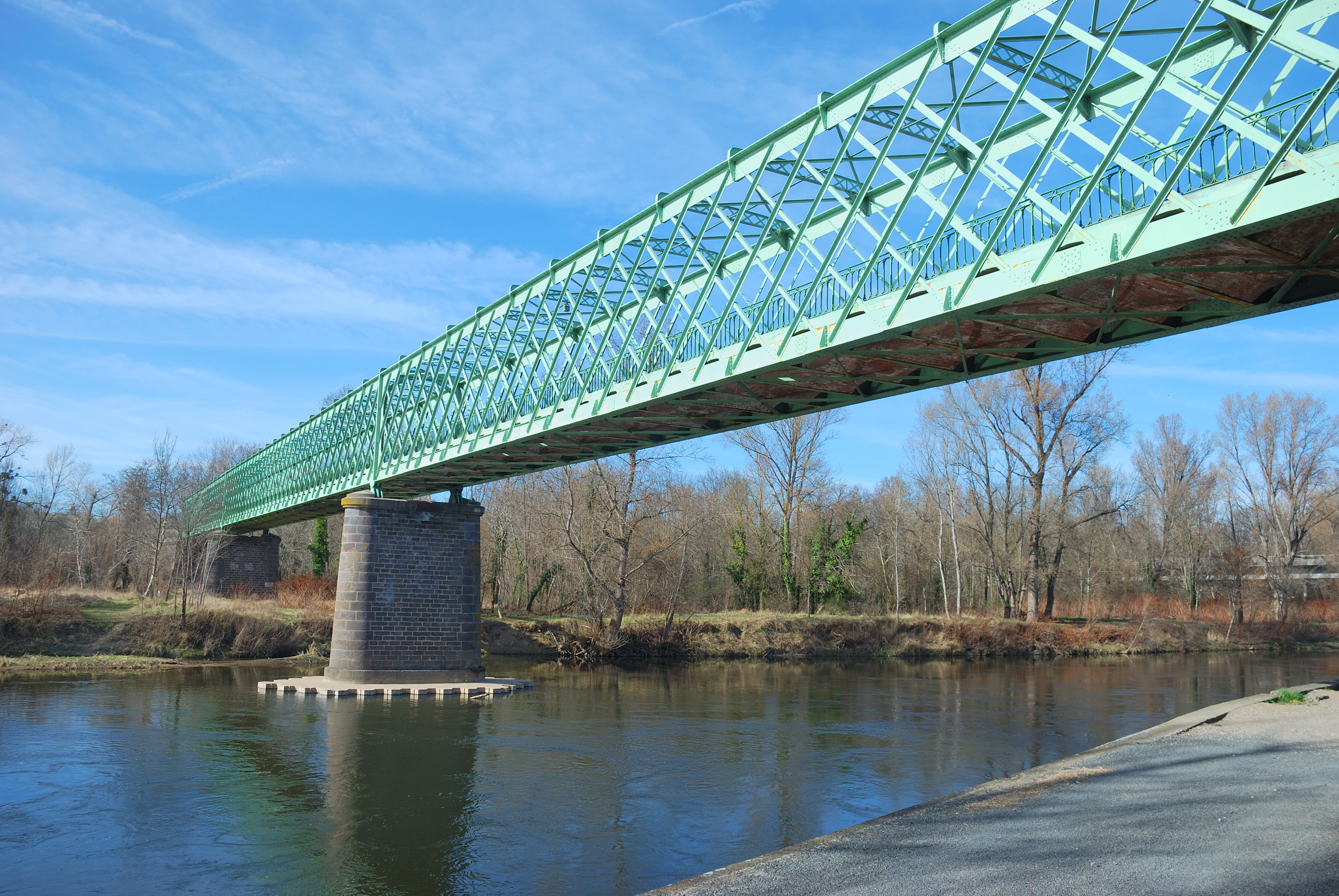
Pont métallique (après sa restauration de 1999) au-dessus de la rivière Allier.

L'Allier a toujours joué une histoire dans la vie du village. La friture y est encore servie dans les restaurants de la commune.
Dallet possédait un port dans lequel venait mouiller, à l'abri, les sapinières qui partaient en direction de Paris, avec à leurs bords, charbon, vins, fromages. Ces sapinières étaient démontées à leur arrivée pour revendre le bois en même temps que le chargement.
Pour traverser l'Allier à Dallet, il existait « la Nau ». Il s'agissait, selon Antoine Mazen (ancien principal au collège de Commercy (Meuse)) qui l'emprunta au XIXe siècle, d'une sorte de « radeau triangulaire muni de rebord sur les côtés dans le sens de la longueur et portant un mat, où venait s'appuyer le gros câble tendu au travers de la rivière et sur lequel on exerçait une traction dans la direction où l'on voulait avancer le bateau. La « Nau » était assez spacieuse pour contenir quatre voitures. ».
Antoine Mazen précise que « quand il n'y avait pas de voiture à transporter, mais uniquement des gens qui se rendaient à pied à leur travail, on se servait du petit bateau, autrement dit du « bachot » accroché au flanc de la « Nau » et pareil aux embarcations des pêcheurs. Dans ce cas, c'était toujours le batelier qui, debout à l'avant, tirait sur la corde tandis que les passagers se tenaient assis sur des planches posées en travers du « bachot » en guise de banc ».
La « Nau » commença à devenir obsolète dans les années 1850 lors des périodes de vendanges, où jusqu'à 80 voitures attendaient pour passer l'Allier. Une pétition, en 1862 fut adressée à l'Empereur. Trente ans plus tard, les habitants de la commune de Dallet furent consultés par référendum où tout le village à l'exception d'une voix se prononça pour la construction d'un pont. Celui ci, en fer, de type Eiffel fut inauguré le 30 juillet 1899.
À l'heure actuelle, ce pont est toujours fréquenté par les automobiles, sur une seule voie.

### Dallet, village vigneron historique
Jusqu'au XXe siècle, Dallet était un village typiquement vigneron, et le vin faisait sa richesse. Les pieds de vigne couvraient, autrefois, les versants du puy de Mur. Les vignes étaient un bien si précieux, qu'en 1660 les consuls de Dallet organisèrent des gardes nuit et jour dans les vignes à l'approche des vendanges. Le cépage utilisé était le gamay. Le village a possédé, vers 1820, 4 tonneliers. Vers la fin du XIXe siècle, le phylloxéra ravagea les vignobles de la région. À Dallet, une fois le puceron éradiqué, on restaura environ 50 hectares de vigne, soit le dixième de la superficie plantée auparavant. La vigne s'est maintenue grâce à la ténacité des habitants du village. Le vin, était, selon les dires fruité et léger et faisait le délice des gourmets. On le trouvait dans les cafés de Clermont-Ferrand et Thiers. Aujourd'hui il existe encore quelques vignobles sur les bas du versant du puy de Mur. Un vigneron est encore en activité, et produit du vin de table.
Il y a, à l'heure actuelle, trois cépages cultivés : gamay d'Auvergne (différent du gamay Beaujolais), pinot noir et chardonnay (blanc). L'âge des vignes varie entre 15 et 70 ans. Les vendanges sont faites à la main durant une période variant de fin septembre à mi-octobre. La vinification n'utilise aucun produit chimique ou déshydraté. Les vins vinifiés sont des vins rouges, blancs, gris (issu de gamay d'Auvergne et de chardonnay ; sa couleur est due à la peau rouge du gamay d'Auvergne), et rosés (issu du jus d'une cuve de vin rouge).

### La mine des Rois
Dallet a également connu l'exploitation d'une mine : la mine des Rois.
Située sur la rive gauche de l'Allier, la mine des Rois a été ouverte en 1884, dans le but d'exploiter un calcaire bitumeux. Elle a employé jusqu'à 55 mineurs, représente une surface de huit hectares, et compte 5 km de galeries. Son exploitation a permis d'extraire 830 000 tonnes de calcaire bitumeux, correspondant à 58 000 tonnes de bitume pur. Le minerai extrait était convoyé jusqu'à Pont-du-Château par un petit train et était notamment utilisé dans le revêtement des trottoirs parisiens.
L'intérieur de la mine ressemble à une carrière de calcaire grossier. On trouve donc des galeries plutôt carrées, section 4 mètres, équipées de voies de cinquante. Le matériau est blanc-brun, ne présentant aucune trace de découpe. On trouve aussi des chambres d'exploitation dont la forme est ronde, plus hautes et très larges. Il reste à l'intérieur de la mine, dans une gare souterraine, une cinquantaine de berlines.
Son exploitation est terminée depuis 1984 après l'épuisement de ses ressources. Toutes ses entrées sont condamnées, par la méthode dite  du foudroyage. Le matériel d'exploitation a été abandonné à l'intérieur.

Images de l'intérieur de la mine des Rois.
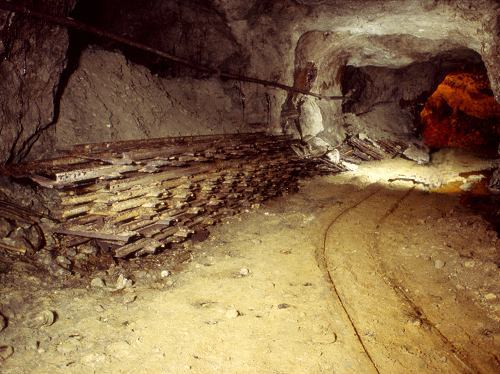
Vue d'une galerie.
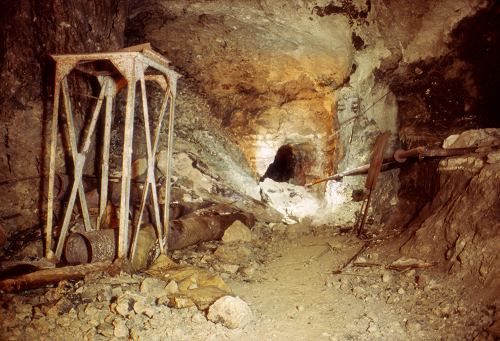
Matériel non identifié.
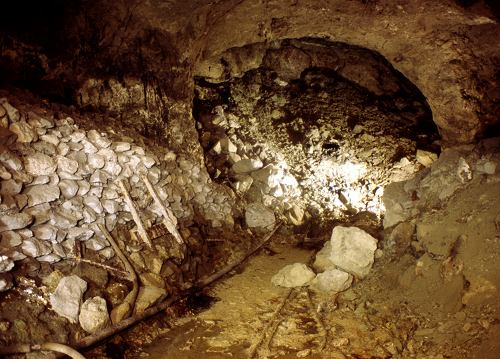
Vue d'une galerie.
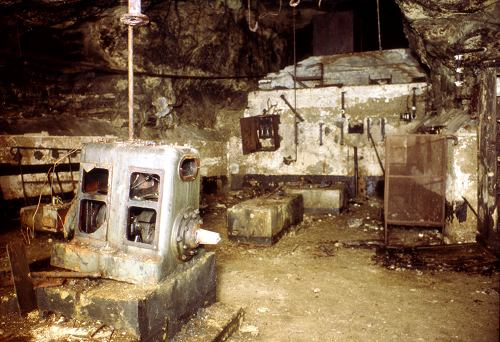
L'ancien poste de compression.
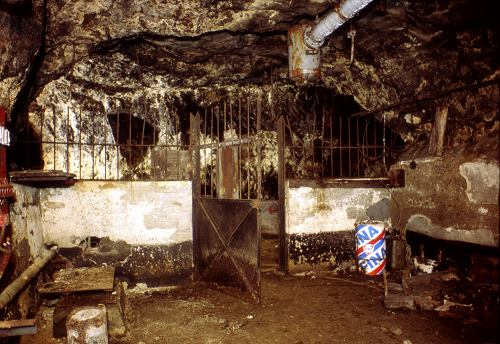
Reste d'un local électrique.

### Le phare aéronautique de Dallet
Ce phare aéronautique, comme de nombreux autres phares, a servi à la navigation aérienne à partir de 1945, alors que les pilotes ne pilotaient presque uniquement à vue. Le phare de Dallet fut construit moins de deux ans avant la Seconde Guerre mondiale et ne fonctionna qu'une seule année avant 1939.
À la différence des autres phares aéronautiques, celui de Dallet était composé d'une plateforme tout autour de la lentille. En 1938, la mise en fonctionnement de ce phare électrique à éclat blanc devait être demandée auprès du commandant de l'aérodrome de Dijon-Longvic, 30 minutes avant le passage de l'avion et ce, avant 18 h, signal : 4 éclats blancs toutes les 7 secondes.
Remis en fonctionnement au lendemain de la guerre, son entretien était assuré par un Dalletous, alors que les jeunes de l'époque s'amusaient au pied du phare en agrippant aux haubans. Du sommet de la commune, la plateforme aérienne d'Aulnat en reprit le contrôle à partir de 1983.
Son fonctionnement fut interrompu et le phare fut démonté en 1984.

### Fusion avec Mezel
Les maires des communes de Dallet et de Mezel ont annoncé l'intention de fusionner le 26 juin 2018, afin de constituer une commune de 3 500 habitants : Mur-sur-Allier. La fusion entre en vigueur le 1er janvier 2019 et le siège de la commune nouvelle est aujourd'hui situé à Mezel.

## Politique et administration

### Liste des maires
| Période                                  | Période                       | Identité        | Étiquette | Qualité                                                            |
| ---------------------------------------- | ----------------------------- | --------------- | --------- | ------------------------------------------------------------------ |
| Les données manquantes sont à compléter. |                               |                 |           |                                                                    |
| janvier 2019                             | juillet 2020                  | Gilles Voldoire |           |                                                                    |
| juillet 2020                             | En cours (au 16 juillet 2020) | Florence Jouve  |           | Première adjointe au maire de Mur-sur-Allier (depuis juillet 2020) |

| Période                                  | Période | Identité                        | Étiquette | Qualité |
| ---------------------------------------- | ------- | ------------------------------- | --------- | ------- |
| Les données manquantes sont à compléter. |         |                                 |           |         |
| 1800                                     | 1814    | Mathieu Mazen                   |           |         |
| 1814                                     | 1826    | Durand Mazen                    |           |         |
| 1826                                     | 1830    | Jean-Baptiste Morin             |           |         |
| 1830                                     | 1831    | Pierre Citerne de Vinzelles     |           |         |
| 1831                                     | 1832    | Etienne Josian                  |           |         |
| 1832                                     | 1833    | Mazen-Desseigne                 |           |         |
| 1833                                     | 1843    | Etienne Josian                  |           |         |
| 1843                                     | 1863    | Guillaume Mazen-Méliodon        |           |         |
| 1863                                     | 1866    | Martin-Clément Besserve         |           |         |
| 1866                                     | 1871    | Antoine Besserve                |           |         |
| 1871                                     | 1872    | Clément Besserve                |           |         |
| 1872                                     | 1877    | Guillaume Méliodon              |           |         |
| 1877                                     | 1881    | Pierre Dhôme                    |           |         |
| 1881                                     | 1892    | Hippolyte Chassaigne de Moréals |           |         |
| 1892                                     | 1900    | Gustave Chambige                |           |         |
| ...                                      | ...     | ...                             | ...       | ...     |
| avant 1981                               | ?       | Johannis Vigeral                |           |         |
| 1995                                     | 2018    | Gilles Voldoire                 |           |         |

### Intercommunalité
La commune de Dallet a fait partie, jusqu'en 2016[précision nécessaire], de la communauté de communes Mur ès Allier regroupant aussi Chauriat, Mezel, Pérignat-sur-Allier et Saint-Bonnet-lès-Allier. Celle-ci a fusionné le 1er janvier 2017 avec la communauté de communes de Billom-Saint-Dier et de la vallée du Jauron pour former Billom Communauté. Le conseil municipal s'est pourtant prononcé contre ce projet de fusion.

## Population et société

### Démographie
L'évolution du nombre d'habitants est connue à travers les recensements de la population effectués dans la commune depuis 1793. Pour les communes de moins de 10 000 habitants, une enquête de recensement portant sur toute la population est réalisée tous les cinq ans, les populations de référence des années intermédiaires étant quant à elles estimées par interpolation ou extrapolation. Pour la commune, le premier recensement exhaustif entrant dans le cadre du nouveau dispositif a été réalisé en 2004.

En 2016, la commune comptait 1 471 habitants, en évolution de +5,22 % par rapport à 2010 (Puy-de-Dôme : +2,1 %, France hors Mayotte : +2,11 %).
| 1793  | 1800  | 1806  | 1821  | 1831  | 1836  | 1841  | 1846  | 1851  |
| ----- | ----- | ----- | ----- | ----- | ----- | ----- | ----- | ----- |
| 1 457 | 1 364 | 1 570 | 1 336 | 1 336 | 1 287 | 1 245 | 1 208 | 1 260 |

| 1856  | 1861  | 1866  | 1872  | 1876  | 1881  | 1886  | 1891  | 1896  |
| ----- | ----- | ----- | ----- | ----- | ----- | ----- | ----- | ----- |
| 1 248 | 1 249 | 1 214 | 1 148 | 1 125 | 1 066 | 1 024 | 1 038 | 1 020 |

| 1901 | 1906 | 1911 | 1921 | 1926 | 1931 | 1936 | 1946 | 1954 |
| ---- | ---- | ---- | ---- | ---- | ---- | ---- | ---- | ---- |
| 956  | 862  | 842  | 710  | 683  | 620  | 572  | 585  | 631  |

| 1962 | 1968 | 1975 | 1982 | 1990  | 1999  | 2004  | 2006  | 2009  |
| ---- | ---- | ---- | ---- | ----- | ----- | ----- | ----- | ----- |
| 834  | 974  | 992  | 975  | 1 009 | 1 022 | 1 192 | 1 271 | 1 349 |

| 2014  | 2016  | - | - | - | - | - | - | - |
| ----- | ----- | - | - | - | - | - | - | - |
| 1 479 | 1 471 | - | - | - | - | - | - | - |

La population de Dallet est de 1 471 habitants en 2016. Son plus haut a été atteint en 1806 (1 570 hab.), son plus bas en 1936 (572 hab.). La population augmente à partir de la fin de la Seconde Guerre mondiale, grâce au baby boom. Dans les années 1960-1970, Dallet connaît une forte immigration, surtout portugaise : en 1971, 33 % des habitants sont d'origine étrangère.
| Hommes | Classe d’âge | Femmes |
| ------ | ------------ | ------ |
| 0,1    | 90 ans ou +  | 0,4    |
| 4,5    | 75 à 89 ans  | 6,2    |
| 12,8   | 60 à 74 ans  | 13,3   |
| 18,8   | 45 à 59 ans  | 17     |
| 26,3   | 30 à 44 ans  | 24,6   |
| 15,4   | 15 à 29 ans  | 16,2   |
| 22,1   | 0 à 14 ans   | 22,3   |

| Hommes | Classe d’âge | Femmes |
| ------ | ------------ | ------ |
| 0,5    | 90 ans ou +  | 1,5    |
| 7      | 75 à 89 ans  | 10,6   |
| 16     | 60 à 74 ans  | 16,6   |
| 20,8   | 45 à 59 ans  | 20,1   |
| 19,5   | 30 à 44 ans  | 18,1   |
| 19     | 15 à 29 ans  | 17,5   |
| 17,1   | 0 à 14 ans   | 15,6   |

### Enseignement
Dallet dépend de l'académie de Clermont-Ferrand. La commune est dotée d'une école primaire. Les classes de maternelle et d'élémentaire sont regroupées dans un bâtiment construit dans les années 1950, puis agrandi trois fois depuis.
Les élèves poursuivent leur scolarité au collège Antoine-de-Saint-Exupéry, à Lempdes, puis au lycée René-Descartes de Cournon-d'Auvergne pour les filières générales et STMG, ou aux lycées La-Fayette ou Roger-Claustres de Clermont-Ferrand pour la filière STI2D.

## Économie

### Commerce
La base permanente des équipements de 2014 recense une épicerie, une boulangerie et un magasin d'articles de sports et de loisirs.

## Culture locale et patrimoine

### Lieux et monuments

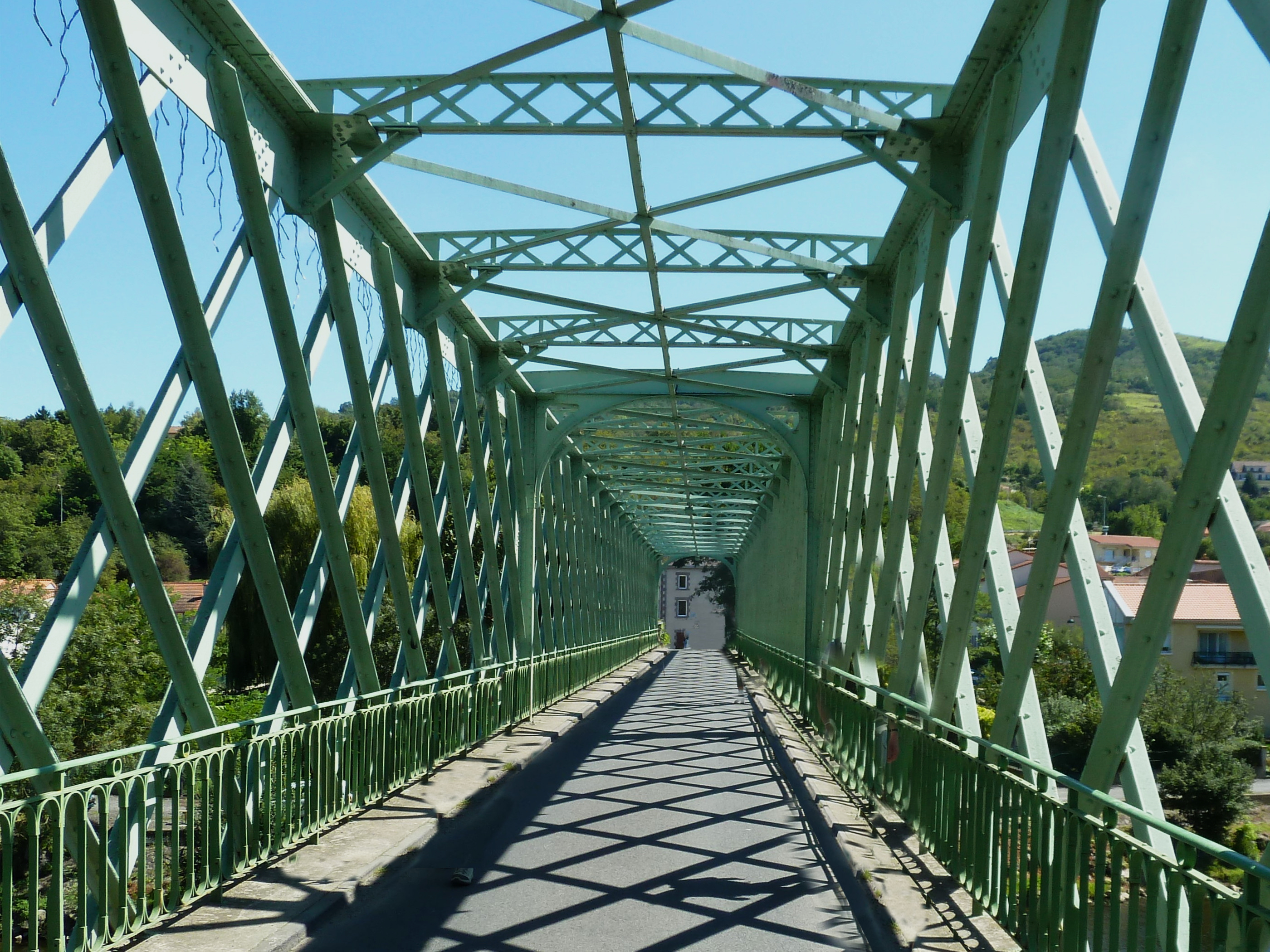
Pont métallique sur l'Allier.

- Pont à structure métallique construit en 1899, au-dessus de l'Allier. Ce pont a permis de traverser l'Allier au niveau de Dallet sans faire appel à un bac. Il a été inauguré le 30 juillet 1899. Il a été restauré à l'occasion de son centenaire, fêté en septembre 1999.

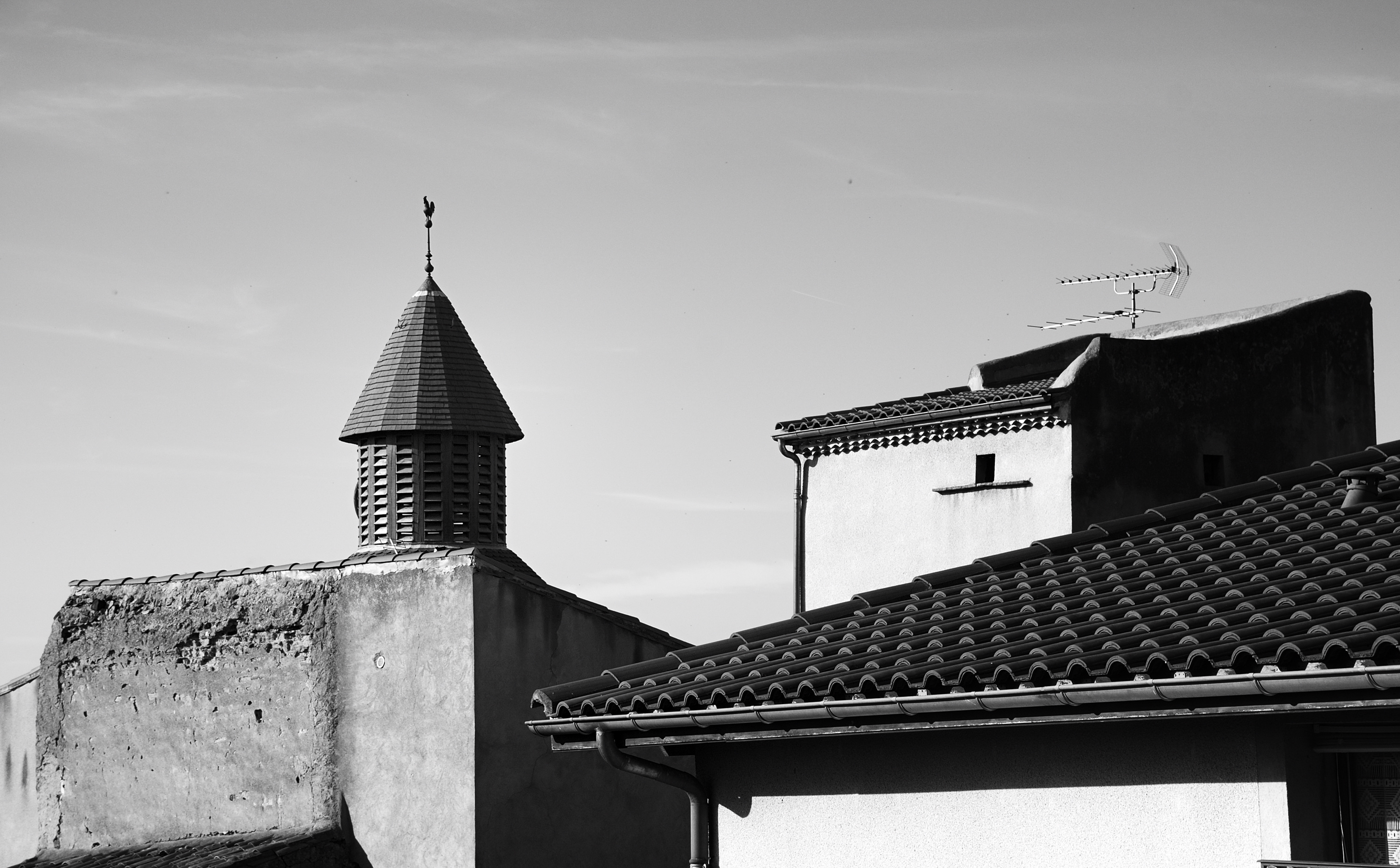
Tour de l'horloge.

- Oppidum du Puy du Mur, inscrit aux monuments historiques (également sur communes de Vertaizon et Mezel). Il s'agit d'un site occupé du Paléolithique à l'époque gallo-romaine. Les vestiges comprennent une enceinte protohistorique et une motte castrale à double fossé et tours d'angle. Le site classé correspond à l'oppidum en totalité, comprenant notamment une enceinte fortifiée, un habitat et une motte castrale (cad. Dallet ZE 242, ZD 479 ; Vertaizon ZN 1, 2, 135 ; Mezel AC 49, 76, 230, 232, 244) : inscription par arrêté du 14 juin 2002[26]. Selon le Conseil d'État « les fouilles conduites sur le plateau de Mur ont révélé que le site présentait un intérêt archéologique exceptionnel en ce qui concerne notamment la fin de l’âge du bronze et le début de l’âge du fer ; que même si, compte tenu des superficies concernées et de la complexité du site, ces recherches sont restées partielles, elles ont permis, outre les ouvrages apparents - consistant notamment en une enceinte protohistorique de 1.500 mètres de long, remarquable par son ampleur et son état de conservation - de mettre en évidence des indices nombreux et concordants de la présence, dans l’ensemble du périmètre concerné, de vestiges archéologiques ; que, bien que certains d’entre eux aient pu être endommagés, le site de l’oppidum de Mur présente un intérêt suffisant du point de vue de la préhistoire, de l’histoire, de l’art et de l’archéologie pour justifier l’inscription à l’inventaire supplémentaire » des monuments historiques[27].
- Tour de l'Horloge.
- Tours, vestiges du rempart.

### Personnalités liées à la commune
- Antoine Banier, (1673-1741), mythographe et homme d'église est né à Dallet.